# 臺北刑務所花蓮港支所

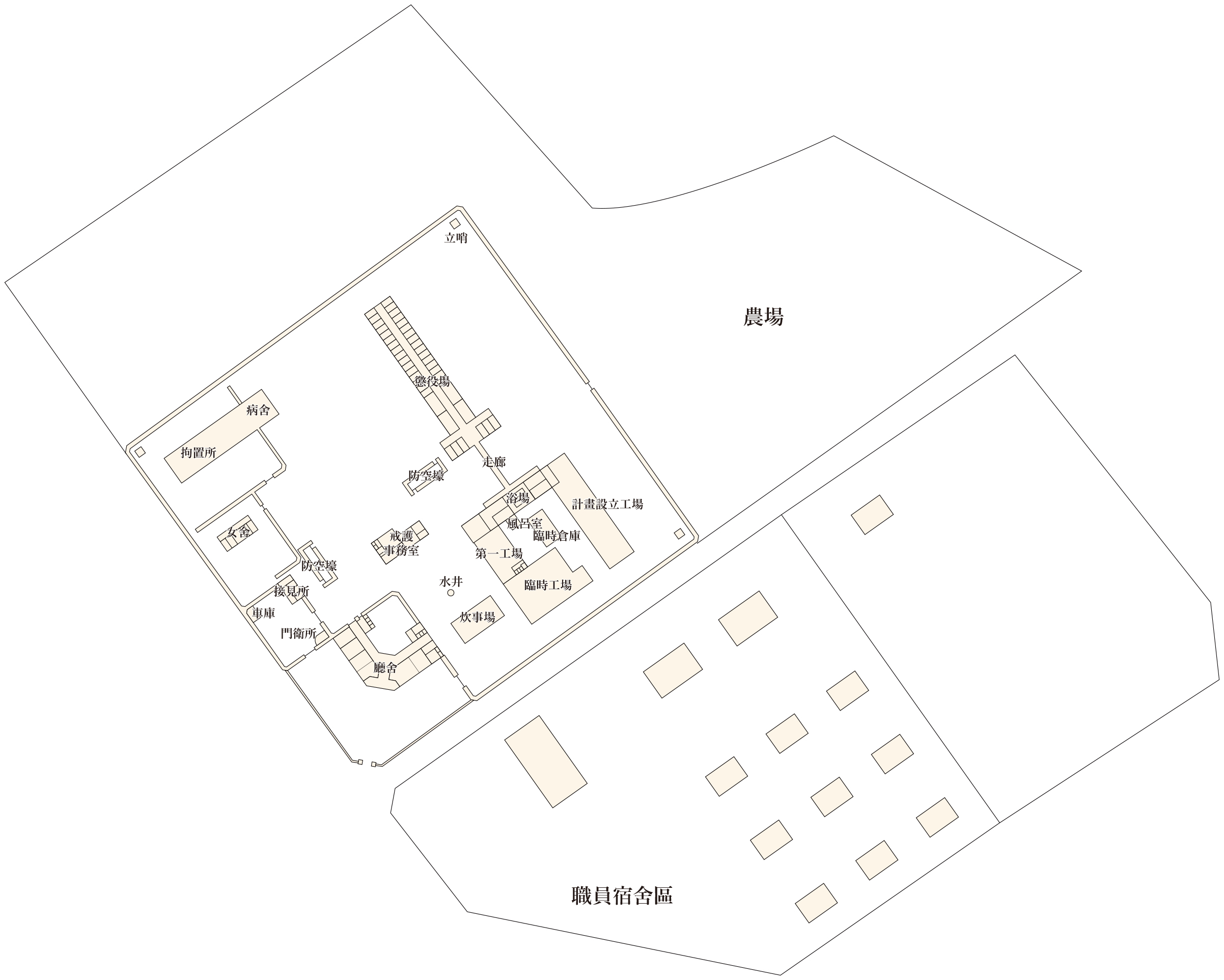
臺北刑務所花蓮港支所平面圖

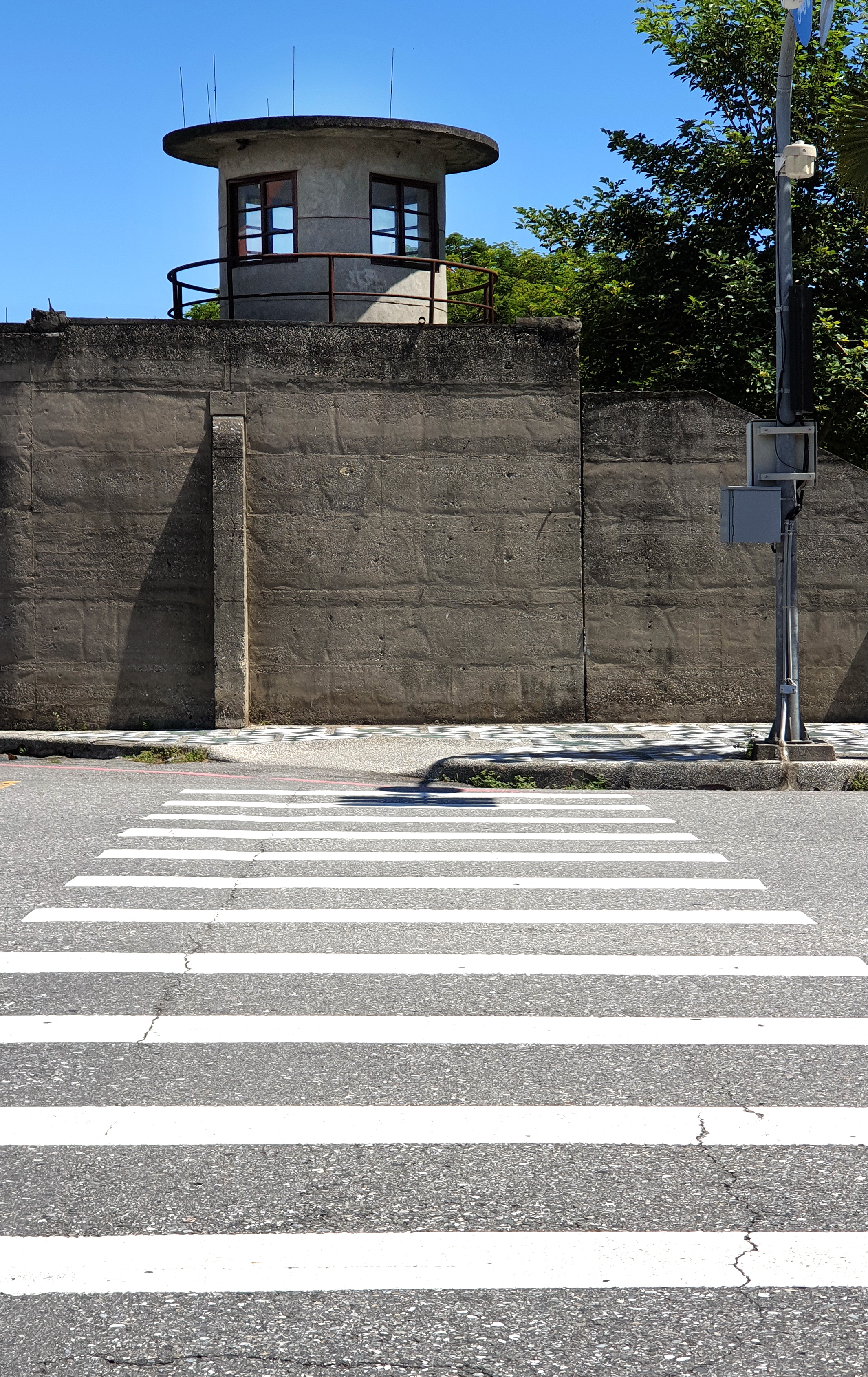
花蓮舊監獄瞭望台，前方為中山路。

臺北刑務所花蓮港支所又稱花蓮舊監獄，為台灣日治時期1937年設立於花蓮港市的監獄，二戰後作為花蓮監獄，並在1982年遷至吉安鄉的新花蓮監獄（今法務部矯正署花蓮監獄），故此處又被稱為花蓮舊監獄。花蓮舊監獄在遷出後被開闢為廣場，現在為「自由廣場」。刑務所的部分遺構在2012被登錄為花蓮縣古蹟。

## 沿革

### 臺北刑務所花蓮港支所
隨著東臺灣的開發，於日治時期逐漸設立了各種機關和公共設施，但花東地區長期以來缺乏司法機關，唯在宜蘭有臺北地方法院宜蘭支部和臺北刑務所宜蘭支所，於是後來便有了在花蓮設置刑務所和法院的計畫。台北地方法院花蓮港法院支部於1934年11月動工，1935年10月完工。臺北刑務所花蓮港支所由臺北刑務所和臺灣總督府官房營繕課技師安田勇吉和相德定雄設計，建築為現代樣式，建材為鋼筋混凝土和石材混造。建築工程共分為兩期，第一期工程由角谷庄六承包，包含拘置場、炊事場和單身宿舍，於1935年5月動工，同年10月完工。第二期工程則是由受刑人興建，包含了事務所廳舍、舍房、工廠及浴場、女舍房、教誨堂、接見所、門衛所、汽車車庫和監獄圍牆，於1935年10月動工，1937年2月完工。1936年3月18日，在法院花蓮港支部舉行了法院和刑務所的開廳式；1937年3月1日臺北刑務所花蓮港支所舉行落成式。臺北刑務所花蓮港支所的建築基地原為本島人和蕃人的房舍、廟和墳墓等景觀。為了讓受刑人施作工程，臺北刑務所的受刑人在戒護下分為10月16日和21日兩批各50人，以海上移送的方式由基隆港坐船至花蓮港。

臺北刑務所花蓮港支所收容花蓮港廳和臺東廳下的犯罪者，據1943年8月的統計，當月受刑人數為220人，罪名以竊盜（126人）和詐欺（31人）為多數，其他尚有19名被告或犯罪嫌疑人，以及8名勞役場留置者，共計247人。和台灣西部的刑務所比較，此處的高砂族和內地人比例較高，此亦和花東地區的人口組成特性有關。

### 臺灣花蓮監獄
臺北刑務所花蓮港支所在二戰後1946年1月由國民政府接收後，改稱「臺灣第一監獄第二分監」，並附設臺灣花蓮港地方法院看守所，分監於1947年4月改稱「臺灣花蓮港監獄」，於1958年4月又改稱為「臺灣花蓮監獄」。花蓮監獄在接收當時，由於工作人員缺乏，大多留用日治時期的刑務所職員，日本人約占1/5，至1938年時，監獄員工已無日人。由於花蓮監獄空間日益不足，位在吉安鄉的新花蓮監獄於1980年10月動工，1982年11月完工，花蓮舊監的人員全數遷入。舊監獄在此後即閒置，花蓮市公所曾於2002年在此處舉辦原住民漂流木藝術節，直到後來提撥給花蓮市公所管理，並將廣場命名為「城垣園」開放予大眾使用，2005年的龍王颱風導致內部設施損壞後又再度關閉。為活化閒置空間，花蓮市公所於2011年將此處打造為「達蘇達蘇湳部落城垣園廣場」，花蓮舊監獄的遺構在2012年被登錄為文化資產後，為呼應花蓮舊監獄的文化歷史，廣場於2013年改名為「自由廣場」。

## 花蓮舊監獄遺跡
花蓮舊監獄是人權發展演化的重要物證，僅存的兩座瞭望台及ㄈ字型圍牆為原有構造，為台灣少數留存的日治時期刑務所設施，具有稀少性，故於2012年被登錄為花蓮縣古蹟。

## 參看
- 臺灣日治時期刑務所